# 1607
1607 (MDCVII) var ett normalår som började en måndag i den gregorianska kalendern och ett normalår som började en torsdag i den julianska kalendern.

## Händelser

### Mars
- 15 mars – Karl IX kröns till kung av Sverige i Uppsala. Riksrådet gör misslyckade försök att hålla kungamakten i schack genom att hänvisa till Uppsala mötes beslut.

### Maj
- 14 maj – Jamestown, Virginia grundas och därmed också den första permanenta engelska bosättningen i Nordamerika.

### Juni
- Juni
  - Fort Oranje byggs i Ternate på Kryddöarna.[1]
  - Svenskarna återtar Weissenstein.

### Okänt datum
- Magnus Brahe blir svensk riksmarsk.
- Nederländaren Jakob van Dijk går i svensk tjänst. Han kommer sedermera värva en rad utländska bosättare till Göteborg och bli stadens förste burggreve.
- Karl IX låter påbörja grävandet av den så kallade Karlsgraven, en förelöpare till Trollhätte kanal.
- Karl IX grundar Skultuna Messingsbruk i Västmanland (privilegiebrevet finns fortfarande bevarat på riksantikvarieämbetet). Bruket är fortfarande i aktivt bruk 400 år senare.
- Den norrländska kustvägen Norrstigen påbörjas.
- Lilla Edets sluss, en av Sveriges första, färdigställs.
- Halva regentskapet över Andorra överlåts på Frankrikes statsöverhuvud.

## Födda
- 22 mars – Fredrik Gustafsson Stenbock, svensk militär och ämbetsman.
- 4 september – Candida Xu, kinesisk adelskvinna, beskyddare av katolska missionärer i Kina.
- 5 november – Anna Maria van Schurman, tysk-holländsk författare, målare, gravör, poet och akademiker.
- 15 november – Madeleine de Scudéry, fransk romanförfattare.
- 28 november – Pietro Sforza Pallavicino, italiensk kardinal och historiker.

## Avlidna
- Februari – Gustav Eriksson Vasa, son till Erik XIV och Karin Månsdotter (död i fattigdom i Ryssland).
- 25 maj – Maria Maddalena dei Pazzi, italiensk mystiker och helgon.
- 30 juni – Cesare Baronius, italiensk katolsk kyrkohistoriker.
- 23 november – Mauritz Stensson Leijonhufvud, svensk greve, friherre och riksråd, riksdrots sedan 1602.
- December – Abraham Angermannus, svensk ärkebiskop 1593–1599.

### Fotnoter
1. ↑  World Statesmen (läst 3 april 2011)